# Guerra sueco-danesa (1470-1471)
La Guerra Sueco-Danesa fue la primera guerra entre Dinamarca y Suecia. Los daneses invadieron Suecia por mar, siendo vencidos por los suecos en la batalla de Brunkeberg, en donde el rey danés Cristián I de Dinamarca fue herido por una bala de cañón. Una vez repelida la invasión danesa, los suecos pudieron independizarse de la Unión de Kalmar y por consiguiente del poderío danés.

## Antecedentes

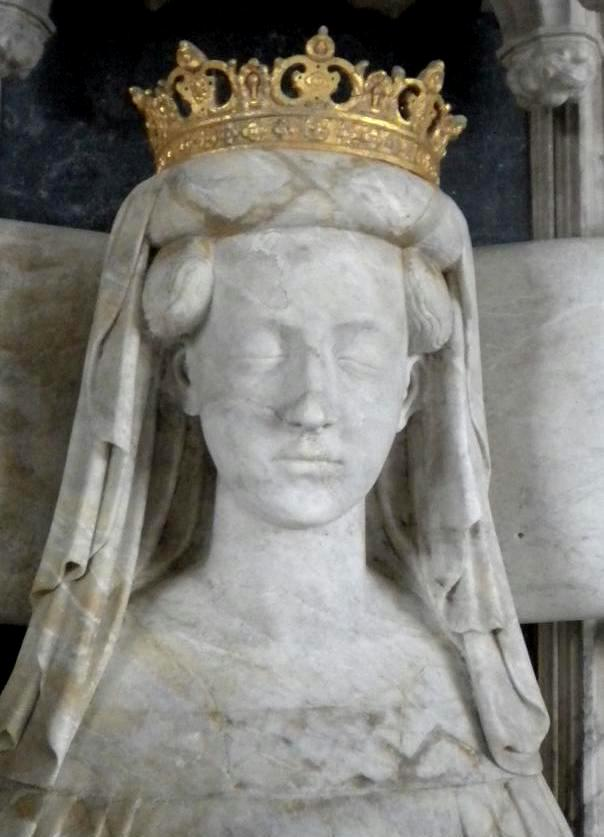
Margarita I de Dinamarca creadora de la Unión de Kalmar.

La reina Margarita I de Dinamarca había creado la Unión de Kalmar (Dinamarca, Noruega, y Suecia) bajo su dominio, siendo su centro de poder Copenhague. Sin embargo, algunos años después, comenzó a surgir entre los nobles suecos, liderados por Karl Knutsson Bonde resistencia a la influencia danesa. Ante el peligro que esto significaba, Dinamarca decidió ocupar Suecia solamente para que esta última se independizara 
de manera definitiva. Cuando el rey Carlos VIII murió, el consejo eligió como regente del país a Sten Sture el Viejo. La reacción danesa no se hizo esperar y Cristián I de Dinamarca le declaró la guerra a Suecia.

## Campaña

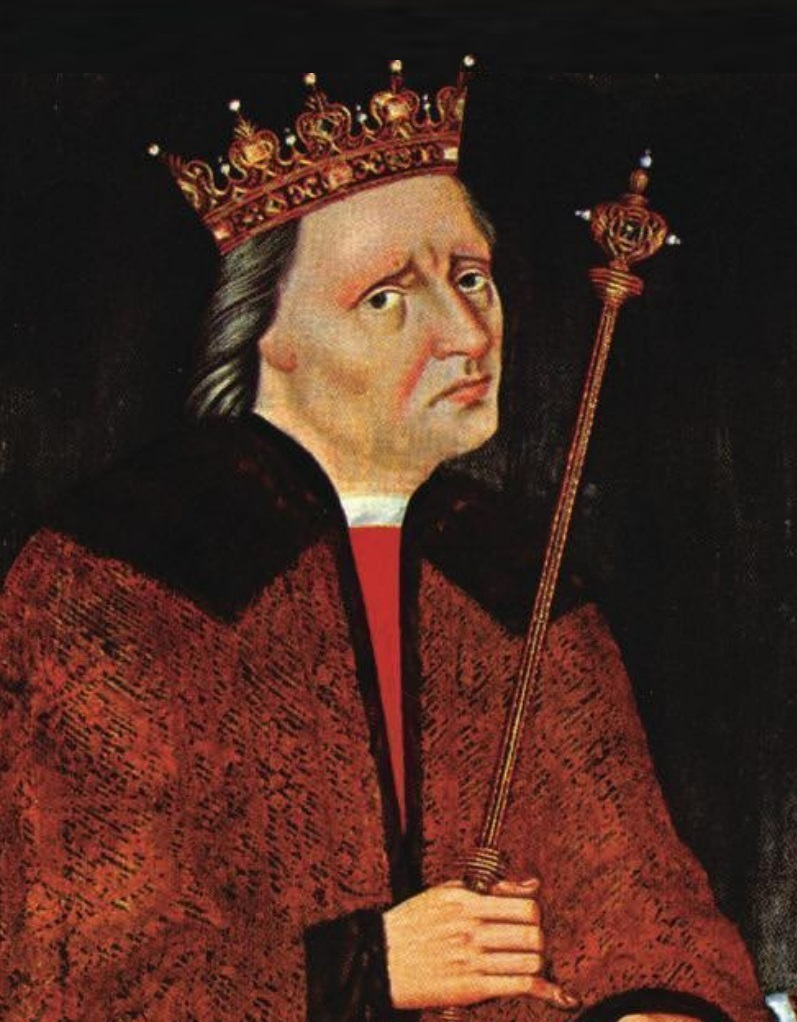
Cristián I de Dinamarca.

Al comienzo de la campaña, el rey Cristian I de Dinamarca poseía 3000 soldados, a los cuales se les sumaron 2000 caballeros alemanes, en paralelo, Sture contaba con solo 400 soldados en su ejército. A fines de julio de 1471, la flota danesa compuesta por 76 barcos, y 5000 soldados partieron del puerto de Copenhague hacia la capital sueca. Mientras tanto, Sture se dirigió hacia el centro de Suecia, con el fin de reclutar tantos hombres como fuera posible para defender la capital. Los daneses se dirigieron a Estocolmo, posiblemente siendo guiados por un piloto sueco sobornado. Al llegar anclaron entre Käpplingeholm y Vargö, justo enfrente del castillo Tre Kronor. Cristian llegó a la conclusión de que un asedio sería demasiado costoso, por lo que se dirigió al sur para poder desembarcar. Mientras tanto, Sture había logrado reclutar un total de 10000 campesinos con los cuales haría frente a los daneses.

## La Batalla de Brunkeberg

Sture entra en Estocolmo, victorioso. Cuadro de Georg von Rosen.

El Jueves 10 de octubre, Sture, su hermano Nils y Knut Posse, dirigieron sus tropas hacia el área llamada Hötorget en el Estocolmo actual. El plan de batalla de Sture, era atrapar a Cristian de modo que pudiera ser rodeado, atacando Sten desde el Oeste, Nils desde el este y Knut desde la ciudad.
El combate comenzó cuando Sten avanzó sobre las defensas danesas, aprovechando sus debilidades para quebrarlas. En el medio de la batalla Cristian fue herido en la cara, teniendo que ser alejado para tratar sus heridas. El momento crucial ocurrió cuando las fuerzas de Nils, flanquearon a los daneses y atacaron desde el bosque ubicado al norte del campo de batalla mientras Knut arremetió desde la ciudad, siendo asesinado en la lucha. Estas acciones simultáneas pusieron a los daneses en fuga, que se dirigieron junto al Rey hacia la isla de Käpplingen. Sin embargo, las tropas de Sten lograron destruir el puente por el cual se retiraban los daneses, provocando que muchos de estos se ahogaran.
La victoria de Sture sobre Cristian, le dio un gran prestigio y poder en Suecia, permitiendo que ocupara el cargo de regente, el resto de su vida. Según la leyenda, Sture le rezó a San Jorge antes de la batalla. Posteriormente le encargó al escultor de Lübeck Bernt Notke una estatua del santo para la iglesia Storkyrkan.

## Consecuencias
Al rechazar la invasión danesa, Sture pudo concretar la independencia de Suecia, y derrotar definitivamente a la Unión de Kalmar. A pesar de esto, Dinamarca conservó Noruega, Islandia, las Islas Feroe y Groenlandia.